# The Door (Silverchair)
The Door è un singolo del gruppo musicale australiano Silverchair, pubblicato nel 1997 ed estratto dall'album Freak Show.
Il brano è stato scritto da Daniel Johns.

## Tracce
- CD (AUS)

1. The Door
2. Surfin' Bird (cover)
3. Roses (live)
4. Minor Threat (live cover)
5. Madman (live)